# Quận Burke, North Carolina
Quận Burke là một quận nằm ở bang Bắc Carolina.  Tại thời điểm năm 2000, quận có dân số 89,148 người. Quận lỵ đóng ở Morganton6.

## Địa lý
Theo Cục điều tra dân số Hoa Kỳ, quận có tổng diện tích 515 dặm Anh vuông (1.334 km²), trong đó, 507 dặm Anh vuông (1.312 km²) là diện tích đất và 8 dặm Anh vuông (21 km²) trong tổng diện tích (1,59%) là diện tích mặt nước.

### Các thị trấn
Quận được chia thành 13 thị trấn: Drexel, Icard, Jonas Ridge, Linville, Lovelady, Lower Creek, Lower Fork, Morganton, Quaker Meadows, Silver Creek, Smoky Creek, Upper Creek, Upper Fork and Valdese.

### Các quận giáp ranh
- Quận Avery, Bắc Carolina - Tây bắc
- Quận Caldwell, Bắc Carolina - Bắc
- Quận Catawba, Bắc Carolina - Đông
- Quận Cleveland, Bắc Carolina - Nam-Đông nam
- Quận McDowell, Bắc Carolina - Tây
- Quận Rutherford, Bắc Carolina - Nam-Tây nam

### Các khu bảo tồn quốc gia
- Blue Ridge Parkway (một phần)
- Rừng quốc gia Pisgah (một phần)

## Thông tin nhân khẩu
Theo cuộc điều tra dân số2 tiến hành năm 2000, quận này có dân số 89.148 người, 34.528 hộ, và 24.342 gia đình sinh sống trong quận này. Mật độ dân số là 176 người trên mỗi dặm Anh vuông (68/km²). Đã có 37.427 đơn vị nhà ở với một mật độ bình quân là 74 trên mỗi dặm Anh vuông (29/km²).  Cơ cấu chủng tộc của dân cư sinh sống tại quận này gồm 86,01% người da trắng, 6,71% người da đen hoặc người Mỹ gốc Phi, 0,30% người thổ dân châu Mỹ, 3,48% người gốc châu Á, 0,21% người các đảo Thái Bình Dương, 2,17% từ các chủng tộc khác, và 1,11% từ hai hay nhiều chủng tộc.  3,57% dân số là người Hispanic hoặc người Latin thuộc bất cứ chủng tộc nào.
Có 34.528 hộ trong đó có 31,00% có con cái dưới tuổi 18 sống chung với họ, 54,90% là các cặp kết hôn sinh sống với nhau, 11,00% có một chủ hộ là nữ không có chồng sống cùng, và 29,50% là không gia đình. 25,50% trong tất cả các hộ gồm các cá nhân và 9,90% có người sinh sống một mình và có độ tuổi 65 tuổi hay già hơn.  Quy mô trung bình của hộ là 2,48 còn quy mô trung bình của gia đình là 2,94,
Phân bố độ tuổi của cư dân sinh sống trong huyện là 24,00% dưới độ tuổi 18, 8,90% từ 18 đến 24, 29,60% từ 25 đến 44, 24,00% từ 45 đến 64, và 13,40% người có độ tuổi 65 tuổi hay già hơn.  Độ tuổi trung bình là 37 tuổi. Cứ mỗi 100 nữ giới thì có 100,00 nam giới. Cứ mỗi 100 nữ giới có độ tuổi 18 và lớn hơn thì, có 97,70 nam giới.
Thu nhập bình quân của một hộ ở quận này là $35.629, và thu nhập bình quân của một gia đình ở quận này là $42.114, Nam giới có thu nhập bình quân $27.591 so với mức thu nhập $21.993 đối với nữ giới. Thu nhập bình quân đầu người của quận là $17.397, Khoảng 8,00% gia đình và 10,70% dân số sống dưới ngưỡng nghèo, bao gồm 13,60% những người có độ tuổi 18 và 12,50% là những người 65 tuổi hoặc già hơn.

## Thành phố và thị xã
- Connelly Springs
- Drexel
- Glen Alpine
- Hildebran
- Morganton
- Rhodhiss
- Rutherford College
- Valdese